# Oberstdorf
Oberstdorf je lyžařské a turistické středisko v Allgäuských Alpách nacházející se na jihu Bavorska v Německu.
Obec je známá hlavně kvůli můstkům pro skoky na lyžích Schattenbergschanze nacházejících se na úpatí hory Schattenberg (1798 m), na nichž každoročně začíná slavné turné čtyř můstků. Velkou místní atrakci představuje mamutí můstek Heini-Klopfer-Skiflugschanze, 3. největší na světě.
Rovněž se zde koná jeden ze závodů běžkařské série Tour de Ski.

## Hospodářství a infrastruktura

### Turistika
Ve městě je více než 17.000 lůžek a s více než 2,4 miliony přenocování  za rok patří k turistickému magnetu.

### Doprava
Nádraží v Oberstdorfu  je konečnou zastávkou trati z Immenstadtu. V blízkosti města vede Bundesstrasse 19. Od roku 1992 do centra města nesmí auta. 

## Osobnosti
- Claudius Schraudolph starší (1813–1891), německý malíř historických obrazů, litograf

## Partnerská města
- Megève, Francie